# Gothard (biskup praski)
Gothard – duchowny katolicki, biskup elekt praski w 1168 r. Nie zdołał objąć urzędu ani uzyskać święceń biskupich, ponieważ niedługo potem zmarł.